# Bernard Paul (Boxer)
Bernard Paul, Kampfname Punching Postman, (* 22. Oktober 1965 in Port Louis) ist ein ehemaliger mauritischer Boxer.
Paul kämpfte während der 1990er und 2000er Jahre im Halbwelter-, Welter- und Halbmittelgewicht. Dabei boxte er in der Normalauslage.

## Profikarriere
Er gewann im British Boxing Board of Control (BBBofC) Southern (England) Area Light den Welterweight Titel und den Commonwealth Light Weiterweight Titel.

## Herausforderungen
- WBC Interkontinentaltitel im Halbweltergewicht (63 kg) gegen Jon Thaxton
- BBBofC British Light Welterweight Titel gegen Marks Winters
- WBC Interkontinental Light Welterweight gegen Ricky Hatton